# Мамиртобе
Мамиртобе́ (каз. Мамыртөбе) — село у складі району Турара Рискулова Жамбильської області Казахстану. Входить до складу Корагатинського сільського округу.
У радянські часи село називалось Отділення № 3 совхоза Курагатинський.
Населення — 80 осіб (2021; 186 у 2009, 199 у 1999, 272 у 1989).